# Język ikpeszi
Język ikpeszi – język edoidalny używany przez ponad 5000 osób w miejscowym rejonie rządowym Akoko Edo w Nigerii.